# Christopher "Drama" Pfaff
Christopher Russel "Drama" Pfaff é um produtor musical e designer de moda estadunidense. Ele é mais conhecido por aparecer no reality série Rob & Big e em Dyrdek's Fantasy Factory. Pfaff recebeu o apelido de "Drama" por seu primo, o skatista Rob Dyrdek.

## Biografia
Pfaff nasceu e viveu em Akron, Ohio, a maior parte de sua vida. Após s formar na Coventry High School em 2005, ele se mudou para Los Angeles, Califórnia, onde se tornou assistente pessoal de seu primo, Rob Dyrdek.
Ele aparece ao lado de Dyrdek ao longo dos seguintes shows apresentados pela MTV: Rob & Big, Rob Dyrdek's Fantasy Factory e Nitro Circus. Também aparece no vídeo clipe da música "Cooler Than Me", de Mike Posner.
Pfaff é o dono e criador da empresa de vestuário Young & Reckeless junto com Tracy Tubera. Também produz músicas para artistas como Ras e Jeans BC.